# چرخش‌بین

با روشن و خاموش شدن چراغ با تناوب مناسب، میله بطور ساکن به نظر می‌رسد و با تطابق تناوب چشمک زدن چراغ می‌توان فرکانس چرخش میله را محاسبه کرد.

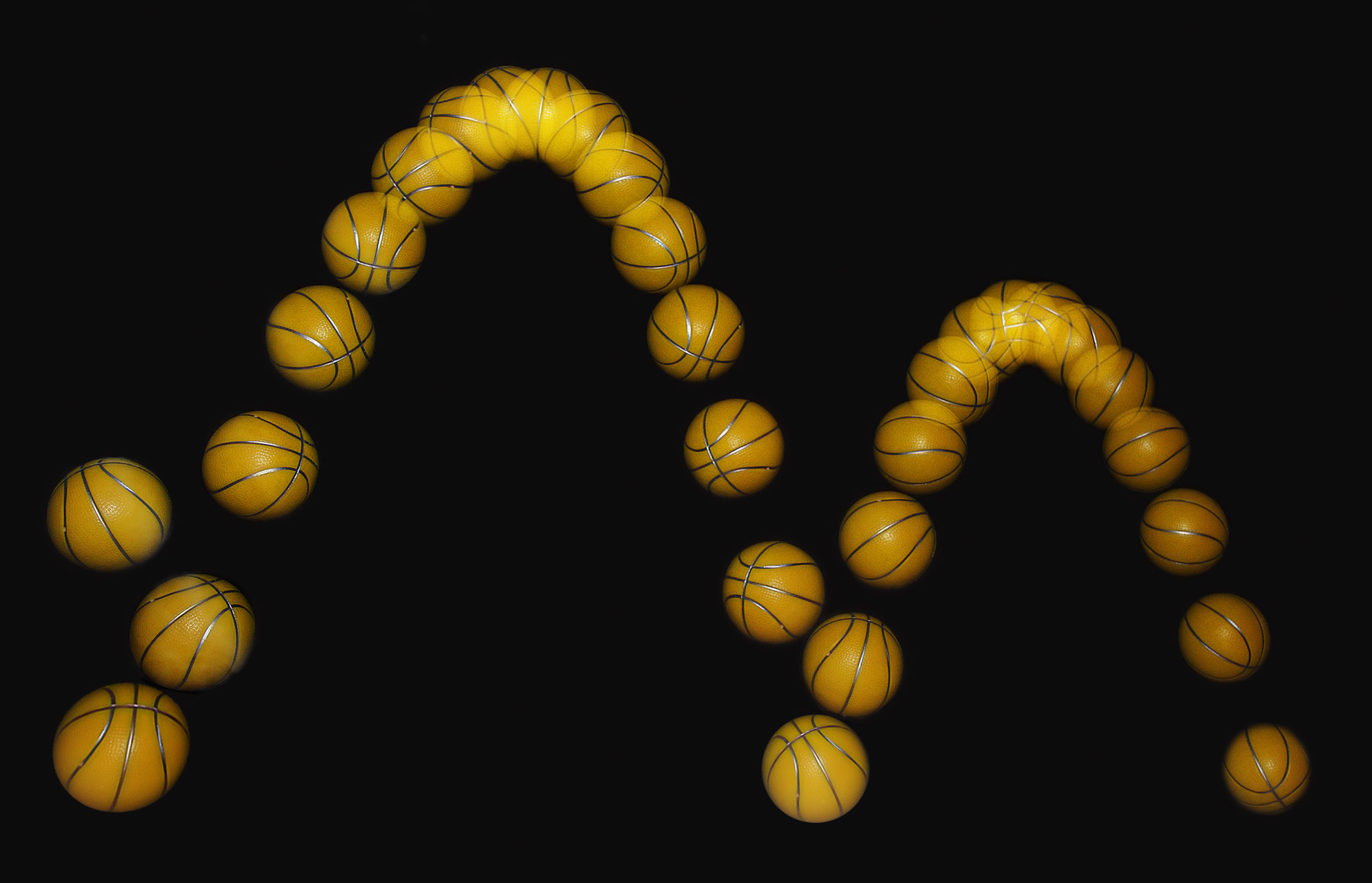
۲۵ فیلم یک توپ بسکتبال ۲۵ فریم در ثانیه از دید یک چرخش‌بین.

چرخش‌بین، چرخش‌نما یا استروبوسکوپ (به انگلیسی: Stroboscope) ابزاری است که اجسام دارای حرکت تکراری را به نظر ساکن یا دارای حرکت آهسته نشان می‌دهد. با استفاده از این وسیله می‌توان مسافتی که جسم طی کرده، سرعت و زمان آن را بدست آورد.
از چرخش‌بین جهت تشخیص عیوب سطح ورق‌ها یا سطوحی که عیوب متوالی و با فاصله زمانی مشخص در خط تولید دارند می‌توان استفاده نمود و بسامد را تعیین کرد.
دستگاه استروبسکوپ از نمونه‌های دورسنجی نوری می‌باشد که برای بازبینی و اندازه‌گیری سرعت پمپ‌ها، موتورها و به‌طور کلی نگهداری صنعتی، تولید، کنترل کیفیت، آزمایشگاه‌های دانشگاه‌ها و مدارس مورد استفاده قرار می‌گیرد. از چرخش‌نما جهت تشخیص عیوب سطح ورقها یا سطوحی که عیوب متوالی و با فاصله زمانی مشخص در خط تولید دارند می‌توان استفاده نمود و فرکانس را تعیین کرد. جای دیگری که استروبوسکوپ کار برد دارد، تنظیم موتور خودروهاست.
استروب‌ها نقشی مهم در تحقیق در رابطه با فشارهای ماشین آلات در حال حرکت، و شکل‌های تحقیقاتی متعدد دیگر ایفا می‌کنند. این ابزار قادر به غلبه بر نور محیطی و ظاهر سازی افکت‌های حرکت آهسته، بدون نیاز به کارگیری از شرایط محیطی تاریک، هستند. از آن‌ها به عنوان ابزار اندازه‌گیری برای تعیین سرعت چرخ‌ها استفاده می‌شود. از آن‌ها برای تنظیم زمان احتراق موتورهای احتراق داخلی استفاده می‌شود. در پزشکی، استروبسکوپ‌ها به منظور مشاهدهٔ تارهای صوتی برای تشخیص شرایطی به کار گرفته می‌شوند که باعث ایجاد دیسفونیا می‌شود، بیمار شروع به زمزمه یا صحبت در یک میکروفون می‌کند که باعث فعال سازی این ابزار در همان فرکانس یا فرکانسی اندکی متفاوت می‌شود. منبع نوری و یک دوربین به منظور آندوسکوپی قرار داده می‌شوند.
دیگر کاربرد استروب می‌تواند در بسیاری از صفحات گردان گرامافون دیده شود. لبهٔ صفحهٔ گرامافون دارای علایمی در فواصل خاصی است تا زمانی که تحت نور فلورسنت در فرکانس‌های اصلی دیده شود، مشخص کند که صفحهٔ گرامافون با سرعت صحیحی در حال چرخیدن است، از این نظر که علایم ثابت به نظر می‌آیند. چنین چیزی به خوبی در شرایط نوری سفیدکار نمی‌کند، چون لامپ‌های نور سفید به شکل بارزی فلش نمی‌زنند. به همین دلیل بعضی از صفحات گردان دارای یک لامپ نئونی یا LED در کنار صفحهٔ گردان هستند، این LED باید تحت هدایت یک، یک سو کنندهٔ موج قرار گیرد.
استفاده عمده از دستگاه استروبسکوپ و تکنیک استروبسکوپی در عکاسی و تهیه عکس‌های هنری است که مراحل مختلف یک تغییر را بر روی یک نگاتیو ثبت می‌کند.